# Missing You (песня Дайаны Росс)
«Missing You» (с англ. — «Скучаю по тебе») — песня, записанная американской певицей Дайаной Росс для её четырнадцатого студийного альбома Swept Away. Автором песни стал Лайонел Ричи, также он стал и продюсером вместе с Джеймс Антони Кармайклом. Песня посвящена памяти Марвина Гэя, который был убит в 1984 году собственным отцом.
Песня была выпущена как четвёртый сингл с альбома 13 ноября 1984 года. Она стала последним «хитом» исполнительницы в американских чартах, достигнув десятого места в Billboard Hot 100 и первого в Hot R&B Songs. Также песня заняла первое место в канадском Adult Contemporary.

## Чарты

### Еженедельные чарты
| Чарт (1984/85)                        | Высшая позиция |
| ------------------------------------- | -------------- |
| Канада (RPM Adult Contemporary)       | 1              |
| Великобритания (OCC UK Singles)       | 76             |
| США (Billboard Hot 100)               | 10             |
| США (Billboard Hot R&B/Hip-Hop Songs) | 1              |
| США (Billboard Adult Contemporary)    | 4              |

### Годовые чарты
| Чарт (1985)             | Позиция |
| ----------------------- | ------- |
| США (Billboard Hot 100) | 49      |